# Lidayao (sockenhuvudort i Kina, Shanxi Sheng, lat 40,24, long 112,45)
Lidayao är en sockenhuvudort i Kina. Den ligger i provinsen Shanxi, i den norra delen av landet, omkring 260 kilometer norr om provinshuvudstaden Taiyuan. Antalet invånare är 6 478. Befolkningen består av 2 920 kvinnor och 3 558 män. Barn under 15 år utgör 13,0 %, vuxna 15-64 år 74 %, och äldre över 65 år 11,0 %.
Runt Lidayao är det ganska tätbefolkat, med 67 invånare per kvadratkilometer. Närmaste större samhälle är Youwei, 12,3 km sydväst om Lidayao. Trakten runt Lidayao består i huvudsak av gräsmarker.
Genomsnittlig årsnederbörd är 611 millimeter. Den regnigaste månaden är juli, med i genomsnitt 182 mm nederbörd, och den torraste är januari, med 3 mm nederbörd.